# Sälken Däulenow
Sälken Däulenuły Däulenow (ros. Салькен Дауленович Дауленов, ur. 10 października 1907 w obwodzie uralskim, zm. 29 lutego 1984 w Ałma-Acie) – radziecki i kazachski polityk, przewodniczący Rady Najwyższej Kazachskiej SRR w latach 1938–1939 i premier Kazachskiej SRR w latach 1961–1962.
Od 1927 kierownik oddziału w rejonowym komitecie Komsomołu w Aktobe, w 1931 wstąpił do WKP(b), 1931–1933 studiował w Instytucie Planowania Gospodarczego, 1933–1934 pracował w rejonowym komitecie wykonawczym w Tadżyckiej SRR m.in. jako zastępca kierownika, 1934–1936 kierownik sektora planowania Państwowego Komitetu Planowania Kazachskiej SRR, 1937–1938 III sekretarz miejskiego komitetu Komunistycznej Partii Kazachstanu (KPK) w Ałma-Acie, 1938–1939 III, potem II sekretarz KC KPK, 1939–1944 dyrektor zarządu sowchozów w Baszkirskiej ASRR, 1945–1951 przewodniczący obwodowego komitetu wykonawczego w obwodzie południowokazachstańskim, 1951–1953 naczelnik „Gławnodżoza” Rady Ministrów Kazachskiej SRR, w 1953 naczelnik Głównego Departamentu w Ministerstwie Rolnictwa Kazachskiej SRR, 1953–1954 i ponownie 1957–1960 wiceminister rolnictwa Kazachskiej SRR, 1954–1957 minister zasobów wodnych Kazachskiej SRR, 1960–1961 I sekretarz Komitetu Obwodowego KPK w Semipałatyńsku, od 24 stycznia 1961 do 13 września 1962 premier Kazachskiej SRR. 1966–1975 kierownik Wydziału Planowania Państwowego Komitetu Planowania Kazachskiej SRR. Od 1975 na emeryturze. 1961–1963 członek KC KPZR, deputowany do Rady Najwyższej ZSRR 6 kadencji.
Odznaczony trzema Orderami Czerwonego Sztandaru Pracy i Orderem Wojny Ojczyźnianej I klasy.